# Pierre Abélard
Pierre Abélard, franska Pierre Abélard, latin Petrus Abaelardus, andra stavningar: Abaelard, Abailard, född 1079 i Le Pallet i närheten av Nantes, död 21 april 1142 i klostret Saint-Marcel i närheten av Chalon-sur-Saône, var en framstående men kontroversiell fransk medeltida filosof, teolog och poet. Han var en av skolastikens och konceptualismens grundare. 

## Biografi
Pierre Abélard studerade för Vilhelm av Champeaux och Anselm av Laon och grundade en internationellt känd skola för studier i teologi i Paris. Han var verksam som lärare där från 1113 och utövade stort inflytande genom sin lärdom och sitt skarpsinne. På grund av sin inställning till treenighetsläran blev han 1121 dömd av synoden i Soissons att spärras in i kloster. Benådad därifrån dömdes han till samma straff 1141 av synoden i Sens på grund av den häftiga polemik, som Bernhard av Clairvaux riktat mot hans åsikter.
Abélard betonade bland annat att sinnelaget är viktigt, då man skall bedöma en handling moraliskt och ansåg att arvsynden inte medför skuld hos den enskilda människan. I sin subjektiva försoningslära lade han vikt vid att Kristus genom kärleken omskapar människan snarare än friköper henne som den objektiva försoningsläran säger. Abélard argumenterade vidare för att förnuftet, såsom givet av Gud, inte kan stå i motsatsförhållande till tron. Detta var ytterligare ett kontroversiellt synsätt eftersom det innebar att tron inte kunde vara överordnad förnuftet, såsom kyrkan lärde. På grund av sina kontroversiella åsikter låg Abélard en tid i konflikt med påven. 
Mest berömd är hans brevväxling med sin elev och älskade Héloïse, det sjuttonåriga syskonbarnet till kaniken Fulbert av Notre-Dame. Han blev hennes lärare vid 36 års ålder. De förälskade sig, vilket resulterade i en son, och de gifte sig i hemlighet, men strax efteråt förnekade Héloïse äktenskapet eftersom hon var rädd för att det kunde skada Abélards befordran. Fulbert blev rasande över hennes makes tysta medgivande till detta och lejde därför manskap som övermannade och kastrerade Abélard. Därefter inträdde Abélard i benediktinordens kloster i Saint-Dénis och Héloïse blev nunna på annan ort. 
Abélard fortsatte med sin kontroversiella undervisning och grundade sedermera en ny skola nära Nogent-sur-Seine, Le Paraclet. Han återvände sedan till sin barndoms Bretagne som föreståndare för klostret i St. Gildas. Senare skänkte han Paraclet till Héloïse som klosterbyggnad för den orden hon tillhörde. 
Hans stormiga liv slutade 1142 och Héloïse begravdes vid hans sida 1164. Deras kvarlevor flyttades från Paraclet 1817 och begravdes ånyo på Père-Lachaise-kyrkogården i Paris.